# Albrekt Segerstedt
Albrekt Julius Segerstedt, född den 19 februari 1844 i Nykyrka socken, Södermanlands län, död den 25 juni 1894 i Karlstad, var en svensk pedagog och författare. 

## Biografi
Segerstedt avlade mogenhetsexamen i Nyköping 1865, var 1865–1868 elev vid konstakademien och blev 1868 adjunkt vid Karlstads folkskollärarseminarium. Sedan 1890 var han korresponderande ledamot av Vitterhetsakademien. Segerstedt skrev läroböcker för folkskolan i aritmetik, geometri, naturvetenskap, historia och geografi, av vilka somliga utgick i en mängd upplagor. Han publicerade även flera samlingar sagor med illustrationer av bland andra Carl Larsson, Jenny Nyström och Gerda Tirén samt utgav 1880–1881 barntidskriften Linnea. Ny följd. Segerstedt ägnade sig även åt journalistik, först i Wermlands läns tidning och senare i Nya Wermlands-Tidningen. Han redigerade Weckoblad för folkundervisningen 1877–1887 och tidskriften Hemmet 1872–1873. Segerstedt var även verksam som folklivsforskare i norra Värmland, där han dokumenterade livet i finnbygden. Hans handskrivna material utkom 2006 i en kommenterad utgåva. 
Albrekt Segerstedt var sonson till prästen och läkaren Albrekt Julius Segerstedt och far till Torgny Segerstedt. Han vilar på Västra kyrkogården i Karlstad.

### Skönlitteratur
- Den lille spelmannen från Vermland : ett minne från kung Karls och drottning Lovisas dagar. Folkskrifter ; 1. Karlstad: Hj. Petersson. 1872. Libris p16qd2wsmnm2s32d. http://urn.kb.se/resolve?urn=urn:nbn:se:alvin:portal:record-265196
- Den benådade : ett minne från Oskar II:s första regeringstid. Karlstad: Petersson & K. 1873. Libris 1584942
- Slåtterölet och bröderna : två bilder ur folklifvet, tecknade. Karlstad: Hj. Petersson. 1874. Libris 1cjnzh3kz1zb9d68. http://urn.kb.se/resolve?urn=urn:nbn:se:alvin:portal:record-265220
- Berättelser. Norrköping: Wallberg. 1876. Libris 22548496. https://litteraturbanken.se/f%C3%B6rfattare/SegerstedtA/titlar/Ber%C3%A4ttelser/sida/5/faksimil/?om-boken
- Sagor / med illustrationer af Carl Larsson. Stockholm: Bonnier. 1877. Libris 2228881. https://litteraturbanken.se/f%C3%B6rfattare/SegerstedtA/titlar/Sagor/sida/5/faksimil/?om-boken
- Tio sagor. Öreskrifter för folket, 99-1474700-0 ; 95. Stockholm: Bonnier. 1878. Libris 1601972. https://litteraturbanken.se/f%C3%B6rfattare/SegerstedtA/titlar/TioSagor/sida/1/faksimil/?om-boken
- Nio sagor. Öreskrifter för folket, 99-1474700-0 ; 94. Stockholm: Bonnier. 1878. Libris 1601971. https://litteraturbanken.se/f%C3%B6rfattare/SegerstedtA/titlar/NioSagor/sida/1/faksimil/?om-boken
- För de unga : berättelser och skildringar. Norrköping. 1879. Libris 1246624. https://litteraturbanken.se/f%C3%B6rfattare/SegerstedtA/titlar/F%C3%B6rDeUnga/sida/5/faksimil/?om-boken
- Småbilder ur lifvet : teckningar. Karlstad. 1879. Libris 8434107
- Tio nya sagor. Öreskrifter för folket, 99-1474700-0 ; 123. Stockholm: Bonnier. 1883. Libris 1601997. https://litteraturbanken.se/f%C3%B6rfattare/SegerstedtA/titlar/TioNyaSagor/sida/1/faksimil/?om-boken
- Elfva nya sagor. Öreskrifter för folket, 99-1474700-0 ; 124. Stockholm: Bonnier. 1883. Libris 1601998
- Nya sagor / med illustrationer af Carl Larsson. Stockholm: Albert Bonnier. 1883. Libris 1246625
- Taflor ur minnet : berättelser från svenska bygder. Stockholm: Bonnier. 1883. Libris 22698868. http://hdl.handle.net/2077/56492
- Svenska folksagor och äfventyr / med illustrationer af Jenny Nyström. Stockholm: Bonnier. 1884. Libris 1246619
- Nôa sager å paschaser på dalbonnespråke, varmelänske å anre tongemål. Öreskrifter för folket, 99-1474700-0 ; 135. Stockholm: Bonnier. 1885. Libris 1602007
- Några verklighetsbilder. Stockholm. 1885. Libris 20049880. http://hdl.handle.net/2077/51629
- Några små frön utströdda. Stockholm. 1891. Libris 8434074
- Sagor : ny samling / med teckningar af Gerda Tirén och D. Ljungdahl. Stockholm: Bonnier. 1892. Libris 3393938
- Åtta nya sagor / med 6 teckningar af Gerda Tirén och D. Ljungdahl. Öreskrifter för folket, 99-1474700-0 ; 150. Stockholm: Alb. Bonnier. 1893. Libris 1627851
- Åtta sagor / med 6 teckningar af Gerda Tirén. Öreskrifter för folket, 99-1474700-0 ; 149. Stockholm: Alb. Bonnier. 1893. Libris 1627850
- Näckrosorna : sagosamling / med teckningar af Gerda Tirén och G. Åberg. Stockholm: Albert Bonnier. 1894. Libris 1246627

### Varia
- Geometrien i folkskolan och för nybegynnare : metodiska anvisningar. Karlstad. 1871. Libris 3045016
- Naturlära för folkskolor och nybegynnare. Karlstad. 1872. Libris 2119568
- Tafvelräkningsexempel för folkskolor. Karlstad: Petersson & K. 1873-. Libris 2224396
- Formulärbok och bokföring för folkskolan och menige man. Karlstad: Peterson & K. 1874. Libris 1584943
- Hufvudräknings-kurs för folkskolor och nybegynnare. Karlstad. 1874. Libris 11576548
- Läroprof och undervisningsutkast. Karlstad. 1877. Libris 3045022
- Naturvetenskapen i folkskolan och för nybegynnare : metodiska anvisningar. Stockholm: Kinberg. 1877. Libris 2817945
- Praktisk metodik eller läroprof och undervisningsutkast af flere författare. Stockholm: Hj. Kinbergs förlagsexp. 1878. Libris 1600354
- Räknekurs för småskolor, folkskolor och nybegynnare (3 uppl). Karlstad: Hjalmar Petersson. 1883. Libris 16257914
- Geometriens grunder för folkskolor ... och nybegynnare. Stockholm. 1886. Libris 2224462
- Vermlands geografi i sammandrag : med 1 karta och 12 illustrationer. Stockholm: Bonnier. 1893. Libris 1626178
- Segerstedts samling : skogsfinnarna i Skandinavien  : en kommenterad och illustrerad källutgåva / [huvudredaktör: Maud Wedin]... Falun: FINNSAM och Finnbygdens förlag. 2006. Libris 10166159. ISBN 9188644103